# Yolteotl
Yolteotl è una parola in lingua nahuatl del Messico che significa "cuore di dio" o indica qualcuno che ha una creatività quasi spirituale ("una mente illuminata"). È una parola composta da yollotl (cuore) e teotl (dio, spirito, forza o movimento). Nella spiritualità Yaqui/Chicana, che combina aspetti della religione tradizionale e di quella cattolica, Yolteotl viene associato al concetto cattolico di Sacro Cuore (spagnolo: El Sagrado Corazon).
Dal punto di vista filosofico, Yolteotl è uno stato di unione con l'universo da ottenere con sforzi personali, simile al Nirvana del Buddhismo, nonostante il Nirvana sia una forma di illuminazione interiore mentre Yolteotl è un'illuminazione esteriore orientata verso la creazione. 

## Nell'arte e nella cultura di massa
Il termine è stato usato nell'anime RahXephon per descrivere uno stato mentale, simile alla sua definizione filosofica, in cui il sistema Xephon poteva essere usato per il suo vero obbiettivo: la ricreazione del mondo.